# Lutjanus lutjanus
Lutjanus lutjanus, một số tài liệu tiếng Việt ghi là cá hồng trùng, một loài cá biển thuộc chi Lutjanus trong họ Cá hồng. Loài này được mô tả lần đầu tiên vào năm 1790.

## Từ nguyên
Từ định danh bắt nguồn từ Lutjang, tên thường gọi chung cho các loài cá hồng ở Indonesia, nơi mà mẫu định danh của loài cá này được thu thập.

## Phân bố và môi trường sống
L. lutjanus có phân bố rộng rãi trên vùng Ấn Độ Dương - Thái Bình Dương, từ vùng biển bao quanh bán đảo Ả Rập dọc theo Đông Phi trải dài về phía đông đến Samoa thuộc Mỹ và Tonga, ngược lên phía bắc đến Nam Nhật Bản, giới hạn phía nam đến Nam Phi và Úc. Loài này cũng xuất hiện tại vùng biển Việt Nam, kể cả vùng cửa sông, bao gồm quần đảo Hoàng Sa và quần đảo Trường Sa.
L. lutjanus sống gần các rạn san hô, độ sâu đến ít nhất là 96 m.

## Mô tả
Chiều dài cơ thể lớn nhất được ghi nhận ở L. lutjanus là 35 cm. Nhìn chung thì loài này có màu xám bạc, trừ vùng lưng màu nâu vàng. Hai bên lườn có một sọc dày màu vàng đến hơi nâu từ mắt thẳng đến gốc vây đuôi, phía dưới là các sọc mảnh hơn (dày bằng chiều rộng một hàng vảy cá) cùng màu, các vạch tương tự ở phía trên đường bên nhưng nằm xiên. Các vây màu vàng nhạt đến trắng.
Số gai ở vây lưng: 10–12; Số tia vây ở vây lưng: 12; Số gai ở vây hậu môn: 3; Số tia vây ở vây hậu môn: 8; Số tia vây ở vây ngực: 16–17.
L. lutjanus nằm trong nhóm phức hợp cá hồng sọc vàng với 6 loài khác, là Lutjanus adetii, Lutjanus madras, Lutjanus mizenkoi, Lutjanus ophuysenii, Lutjanus vitta và Lutjanus xanthopinnis.

## Sinh thái
Thức ăn của L. lutjanus bao gồm cá nhỏ hơn và động vật giáp xác, và thường hợp thành đàn lên đến vài trăm cá thể, có khi bắt gặp chúng trong đàn của những loài Lutjanus khác.
Ở vịnh Aden và ngoài khơi Đông Phi, L. lutjanus sinh sản lần lượt vào tháng 3 và tháng 11, trong khi ở vịnh Suez, loài này sinh sản từ tháng 1 đến tháng 6.
Độ tuổi lớn nhất mà L. lutjanus ước tính có thể đạt được là 11 năm.

## Giá trị
L. lutjanus không phải loài được nhắm mục tiêu, chủ yếu được đánh bắt ngẫu nhiên, được bán dưới dạng tươi sống trên thị trường địa phương.